# Словенска-Бистрица
Словенска-Бистрица (словен. Slovenska Bistrica; нем. Windisch-Feistritz) — город и община на северо-востоке центральной части Словении, к югу от города Марибор.

## История
Город был основан в XIII веке на торговом пути из Марибора в Целе. Получил статус местечка в 1313 году. Изначально назывался просто Бистрица; современное название, Словенска-Бистрица, встречается в документах только с 1565 года. До 1918 года в Словенска-Бистрица сохранялось немецкоязычное большинство (по данной последней австрийской переписи 1910 года 57,7 % населения города назвали родным языком немецкий), в то же время, сельская местность в окрестностях города и тогда была населена почти полностью словеноязычным населением.

## Население
Относится к исторической области Нижняя Штирия. Население города по данным на 2012 год насчитывает 7573 человека; население общины по данным на 2002 год составляет 29 285 человек.

## Достопримечательности
Среди достопримечательностей общины стоит отметить замок Бистрица. Местная приходская церковь Апостола Варфоломея впервые упоминается в письменных документах в 1240 году, однако она была в значительной степени перестроена в стиле барокко в XVIII веке. Колокольню церкви относят к XIX столетию.